# Groß Schierstedt
Groß Schierstedt ist ein Ortsteil der etwa 4 km westlich liegenden Stadt Aschersleben im Salzlandkreis in Sachsen-Anhalt.
Höhepunkt im Ort ist das jährliche Schützenfest, das am vierten Wochenende im Juli auf dem Festplatz stattfindet.

## Geografie
Der überwiegende Teil der Fläche wird landwirtschaftlich genutzt. Groß Schierstedt kann man in die Wipperaue, das Schackenthäler Feld, die Hänge links und rechts der Wipper und die Mehringer Feldflur aufteilen.
Umgangssprachlich teilt sich Groß-Schierstedt in das sogenannte „Ober- und Unterdorf“. Nahezu alle Nebenstraßen zweigen von den beiden durch Groß-Schierstedt führenden Hauptrouten „Obere sowie Untere Dorfstraße“ ab.

## Geschichte
Erste Erwähnung findet Groß Schierstedt im Jahr 950 als Teil der Markgrafschaft Christians. Der Namensbestandteil „-stedt“ weist auf eine thüringische Gründung hin. Die Ortsbezeichnung wandelte sich von Scerstedde im Jahr 1010 zu Scystede um 1301, später Scerstede und Sceresstede. In der heute unter Denkmalschutz stehenden Nikolaikirche wird 1583 der Flügelaltar errichtet. Die Herren Christian Herrmanns und Christoph Nellerts stifteten 1806 den Bau einer Schule.
Groß Schierstedt stand unter der Gerichtsbarkeit des Magistrats zu Aschersleben im Bistum und späteren Fürstentum Halberstadt. Die Landeshoheit über den Ort lag beim Erzstift Magdeburg, zu dessen Saalkreis der Ort zählte. Jedoch bildete Groß Schierstedt eine Enklave zwischen dem zum Fürstentum Anhalt-Dessau gehörigen Amt Sandersleben und dem seit 1648 brandenburgischen Fürstentum Halberstadt. Mit dem Anfall des Erzstifts Magdeburg an Brandenburg-Preußen wurden 1680 die Kurfürsten von Brandenburg (ab 1701 Könige in/von Preußen) neue Landesherren des nun „Herzogtum Magdeburg“ genannten Gebiets.
Während der französischen Besetzung (1807–1813) wurde Groß Schierstedt dem Königreich Westphalen angegliedert und wie sein Umland dem Distrikt Halberstadt im Departement der Saale zugeordnet. Der Ort gehörte zum Landkanton Aschersleben. Bei der politischen Neuordnung nach dem Wiener Kongress 1815 wurde Groß Schierstedt im Jahr 1816 dem Regierungsbezirk Magdeburg der preußischen Provinz Sachsen angeschlossen und dem Kreis Aschersleben zugeordnet, der 1901 in Landkreis Quedlinburg umbenannt wurde. Paul Oesterreicher stellt im Jahr 1825 die frühere Bezeichnung Scerstedde für Groß Schierstedt fest.
Mit dem Schacht Aschersleben V nahm Groß Schierstedt in der Zeit von 1895 bis 1931 eine wichtige Rolle hinsichtlich des Kalibergbaus in der Region ein. Zeitweise wurde zum Transport der Kailsalze sogar eine Drahtseilbahn genutzt, welche nach dem Ende der Kalisalzförderung sofort abgebaut wurde. Die alten Schachtanlagen wurden bis 1972 geflutet. Als Folge dieser Flutung sackte Mitte 1971 eine größere Fläche um einen halben Meter ab.

### Eingemeindungen
Am 20. Juli 1950 wurde Groß Schierstedt mit der benachbarten Gemeinde Klein Schierstedt zu einer neuen Gemeinde mit dem Namen Schierstedt zusammengeschlossen. Diese wurde am 1. Januar 1957 aufgelöst. Groß Schierstedt und Klein Schierstedt wurden wieder zu selbständigen Gemeinden. Am 1. Januar 2009 erfolgte die Eingemeindung in die Stadt Aschersleben.
Groß Schierstedt war bis zum 31. Dezember 2008 eine selbstständige Gemeinde in der Verwaltungsgemeinschaft Aschersleben/Land. Seit dem 1. Januar 2009 ist Groß Schierstedt eine Ortschaft der Stadt Aschersleben. Die Bürgermeister sind ab der Eingemeindung als Ortsbürgermeister tätig.

### Einwohnerentwicklung
1933 und 1939 handelt es sich Fortschreibungen des Landkreises Quedlinburg, ab 1990 um statistische Aufzeichnungen der Kreisstatistik des Salzlandkreises.
| Jahr | Einwohner |
| ---- | --------- |
| 1933 | 846       |
| 1939 | 885       |
| 1990 | 748       |
| 1995 | 704       |

| Jahr | Einwohner |
| ---- | --------- |
| 1996 | 707       |
| 1997 | 710       |
| 1998 | 703       |
| 1999 | 690       |

| Jahr | Einwohner |
| ---- | --------- |
| 2000 | 691       |
| 2001 | 685       |
| 2002 | 680       |
| 2003 | 644       |

| Jahr | Einwohner |
| ---- | --------- |
| 2004 | 653       |
| 2005 | 645       |
| 2006 | 630       |
| 2007 | 615       |

| Jahr | Einwohner |
| ---- | --------- |
| 2008 | 608       |
| 2009 | 0602      |
| 2013 | 559       |
| 2015 |           |

## Politik
Die folgende (noch unvollständige) Liste zeigt die Namen der ehrenamtlichen Bürgermeister (bis zur Eingemeindung) sowie der Ortsbürgermeister von Groß-Schierstedt.
- Kurt Große
- Ernst Richter
- 1976–1985  Bürgermeister Wolfgang Lieder
- 1994–1995: (ehrenamtl.) Bürgermeister Dietmar Knoche
- 1995–2008: (ehrenamtl.) Bürgermeisterin  Christa Schumann
- 2009: Ortsbürgermeisterin Christa Schumann
- Seit 2009: Ortsbürgermeister Burkhardt Mathe.

## Kultur und Sehenswürdigkeiten
Zu den Sehenswürdigkeiten gehören die unter Denkmalschutz stehende Nikolaikirche mit einem sehr wertvollen Flügelaltar aus dem Jahre 1583, der aber wahrscheinlich aus einer anderen Kirche stammt und wesentlich älter ist und die Wassermühle von Fritz Hoffmeister, die im Inneren noch so erhalten ist wie vor 100 Jahren.
Der Hof der Familie Svoboda zeigt am Wohnhaus ein eingelassenes Familienwappen aus dem Jahre 1516 und eine in Stein gehauene Gedenkschrift am Haus Nr. 62 vor der Kirche, die aussagt, das hier im Jahre 1806 eine Schule gebaut wurde, die eine Stiftung der Herren Christian Herrmanns und Christoph Nellerts war. Neu hinzugekommen ist das Frauenkommunikationszentrum, das zusammen mit einem kleinen Heimatmuseum seinen Sitz im Vereinshaus (Gebäude der ehemaligen Grundschule) hat.

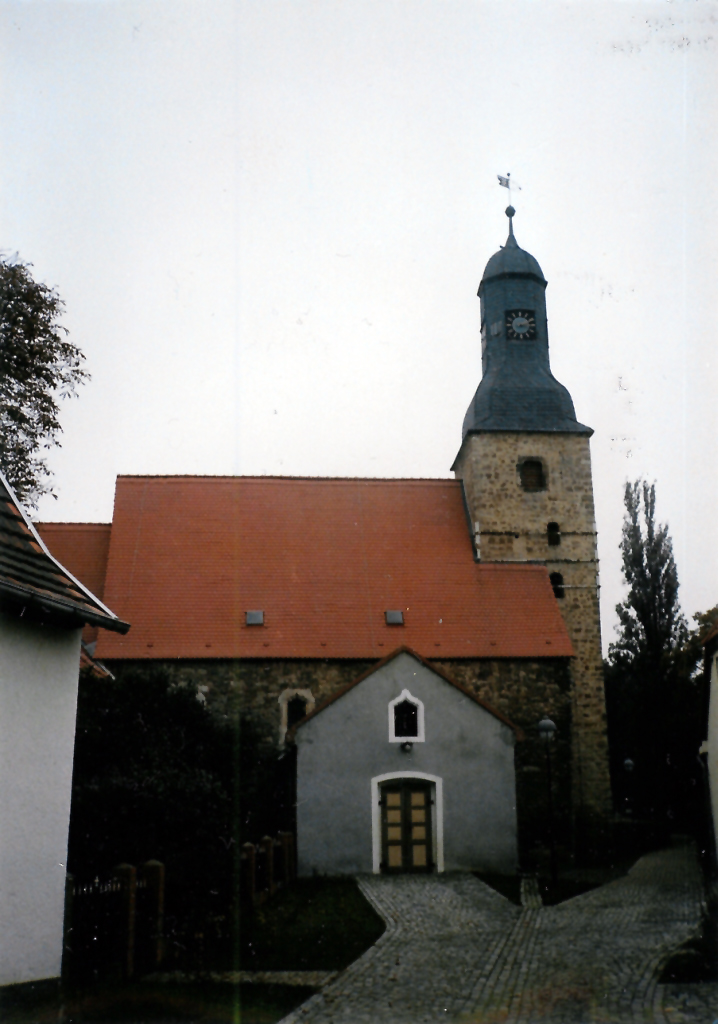
Die Groß Schierstedter Nikolaikirche (2004, Ansicht von Süden)
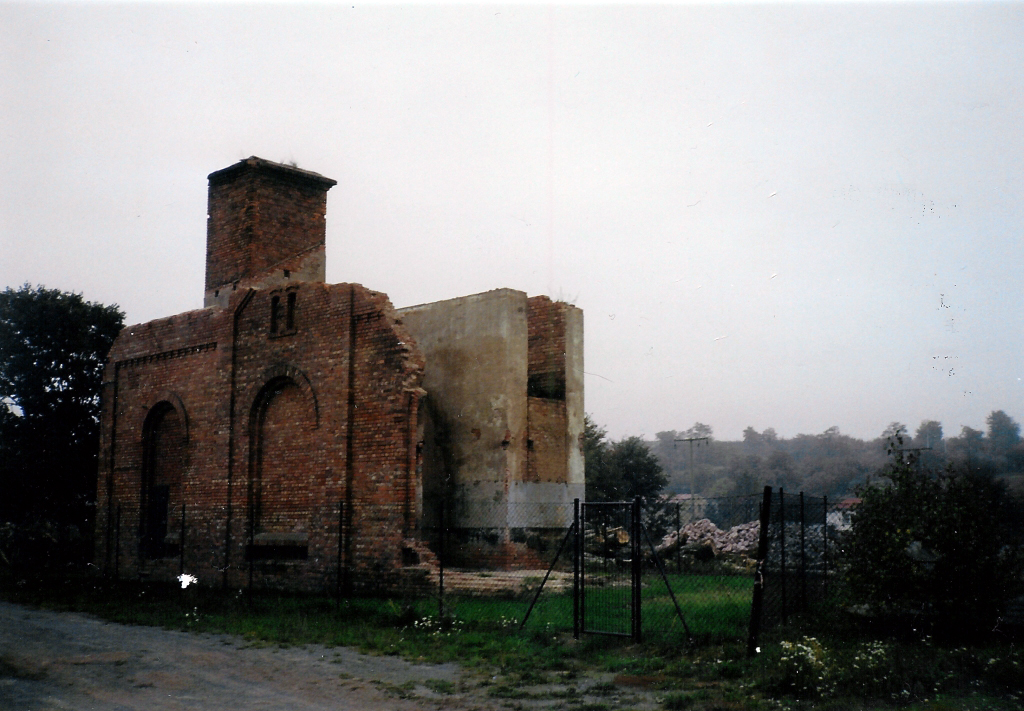
Ruine der Förderanlage des Kalischachtes „Aschersleben V“, der bis 1931 Kalisalze förderte
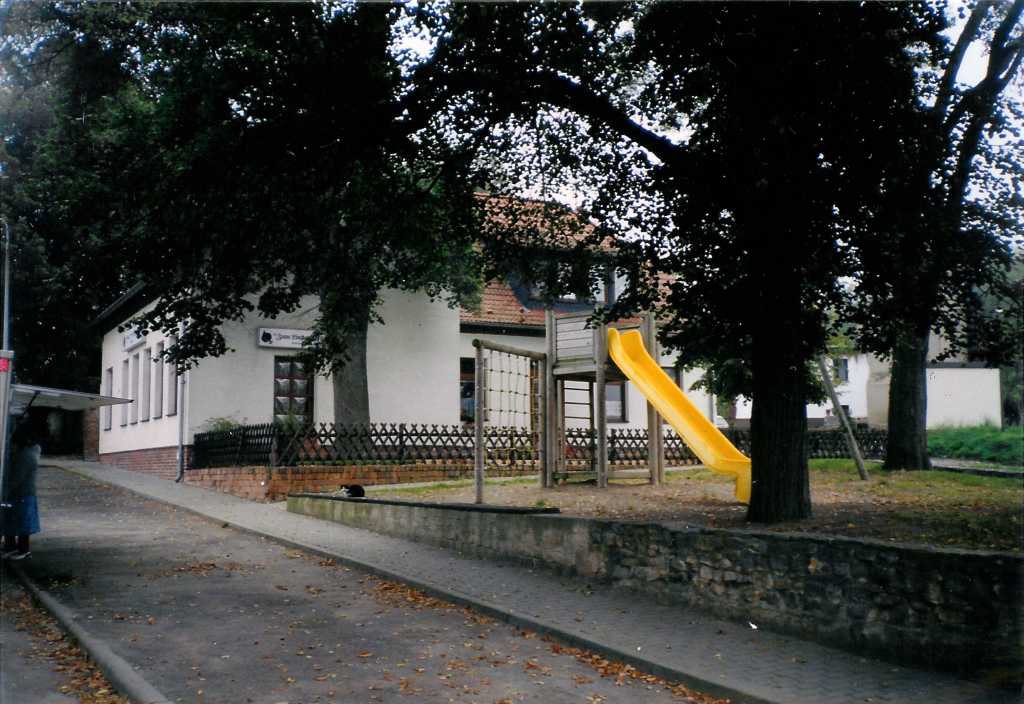
Das Lindenhofaltenheim, früher ein Teil der Schule
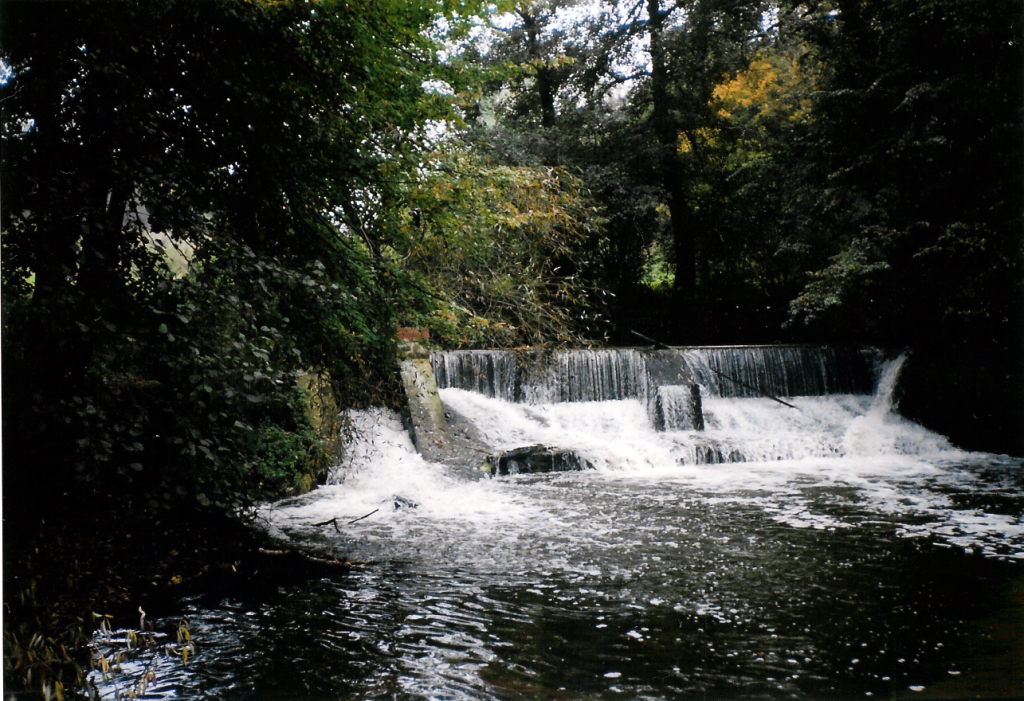
Das Wipperrauschwehr, nur 5 min Radweg vom Dorfzentrum entfernt

### Vereine
Die Sportgemeinschaft SG Schierstedt (seit 1964), ehemals Kali und Salze (1950, Gründungsname), ehemals Aktivist Schierstedt  (Ende 1950), ehemals Motor Schierstedt (1954) wurde im Mai 1950 gegründet. Die SG Schierstedt besitzt einen eigenen Sportplatz, welcher von 1993 bis August 1994 saniert wurde.
2017 erfolgte die Zusammenlegung der Freiwilligen Feuerwehren Groß- und Klein Schierstedt.
Ende 2017 gründete sich der Heimat- und Geschichtsverein Groß Schierstedt e. V. Der Verein gründete sich mit dem Ziel zur Förderung der Heimatpflege, der Heimatkunde und der Heimatgeschichte sowie auch zur Pflege des heimatlichen Brauchtums.
Weitere Vereine sind
- Spielmannszug
- Schützenverein 1888 e. V.
- Kleingartenanlage Erholung e. V. Groß-Schierstedt, gegründet 1928
- Kaninchenzuchtverein

## Wirtschaft und Infrastruktur
Etwa 220 Wohnhäuser prägen das Bild dieses typischen Haufendorfes mit angebauten Siedlungen. Diese Siedlungen entstanden im Zusammenhang mit dem Kalischacht Aschersleben V, welcher den Bergleuten einen gewissen Wohlstand brachte. Auch der Ort profitierte von dem sogenannten Schacht, indem die eingenommenen Gewerbesteuern dazu genutzt wurden, alle Straßen mit Schlackepflaster zu versehen. Diese Baumaßnahmen brachten den Bauern einige Jahre lang Einnahmen aus Fuhrleistungen für den Straßenbau.
Die aktuelle Wirtschaftsstruktur Groß Schierstedts ist vor allem von Bauunternehmern unterschiedlichen Gewerbes, landwirtschaftlichen Betrieben und Handelsunternehmen, geprägt. Zurzeit unterhält Groß Schierstedt eine kombinierte Kindereinrichtung für die Kinder von Groß- und Klein Schierstedt.
Der Ort hat einen Haltepunkt an der Bahnstrecke (Dessau–)Köthen-Aschersleben.

## Söhne und Töchter der Gemeinde
- Richard Zorn (1860–1945), Pomologe, Heimatforscher und Autor von Fachbüchern